# Massimo Guantini
Massimo Guantini (nato a Livorno) è un compositore, arrangiatore, direttore d'orchestra e cantante italiano, noto per il suo contributo significativo alla musica pop e jazz italiana, con una carriera ricca di collaborazioni internazionali.
Biografia
1971: Inizia la sua carriera al Teatro alla Scala come maestro sostituto, collaborando con rinomati direttori d'orchestra e cantanti di fama mondiale.
1977: Partecipa allo Yamaha Contest di Tokyo, dove dirige orchestre giapponesi e collabora con il gruppo pop vincitore Capricorn, consolidando la sua presenza nella scena musicale asiatica.
1978: Collabora come pianista solista con compositori di fama internazionale quali Ennio Morricone e Armando Trovajoli per la realizzazione di colonne sonore di film italiani di successo.
1981-1982: Partecipa come tastierista alla tournée internazionale di Claudio Baglioni, esibendosi in oltre sessanta concerti. Nello stesso periodo, svolge un tour in Giappone come pianista solista insieme ai musicisti dei Wiener Philharmoniker.
2001: La sua canzone Se la gente usasse il cuore, incisa da Andrea Bocelli nell’album Cieli di Toscana, raggiunge i vertici delle classifiche internazionali.
2012: Compone Luna Nascosta per il film Hidden Moon, interpretata dal trio Il Volo, vincendo La Dea d’Argento a Città del Messico, a conferma della sua rilevanza sulla scena musicale mondiale.
2014-2020: Collabora con il gruppo Mediaset e dirige l’orchestra per il musical Peter Pan presso la Royal Opera House di Muscat, Oman.
Collaborazioni Internazionali
Guantini ha collaborato con artisti di fama mondiale come:
Andrea Bocelli: Se la gente usasse il cuore
Julio Iglesias: Ae, Ao
Il Volo: Luna Nascosta
Wiener Philharmoniker: Tour in Giappone
Capricorn (Giappone): Arrangiamenti e direzione orchestrale Royal Opera House di Muscat: Direzione musicale per Peter Pan
Attività Accademica
Ha insegnato Lettura della Partitura in prestigiosi conservatori italiani e ha svolto attività di consulenza artistica per istituzioni come la Korean National Opera.
Eredità e Influenza
Guantini è riconosciuto per la sua capacità di fondere jazz, sonorità cinematografiche e musica pop, creando un ponte tra la tradizione italiana e le influenze internazionali. Il suo album Diapositive è considerato una pietra miliare nella musica sperimentale italiana e continua a ispirare artisti e collezionisti in tutto il mondo.